# Vườn quốc gia Alwal
Vườn quốc gia Alwal là một vườn quốc gia ở Queensland, Úc.
Vườn Quốc gia Alwal là một công viên quốc gia trên bán đảo Cape York ở Far Bắc Queensland, Úc. Được bảo vệ trong công viên là một phần của sông Morehead cũng như vách đá, những ngọn đồi trũng thấp, các vùng đất ngập nước theo mùa và các đốm nho. Alwal nằm trong bán đảo Bán đảo Cape York và có khoảng 30 hệ sinh thái đất ngập nước riêng biệt, chỉ chiếm dưới 1% diện tích của công viên. 
Vườn Quốc gia Alwal được chính thức khai trương vào tháng 5 năm 2010 bởi Bộ trưởng Môi trường Annastacia Palaszczuk. Nó được đặt tên theo tên loài vẹt có vai vàng có tên Alwal bằng ngôn ngữ Kunjen. Vẹt một trong những loài chim nguy cấp nhất của Úc. Vườn quốc gia Alwal là nơi sinh sống của một số quần thể vượn cáo cuối cùng được biết đến. Vườn quốc gia này cũng bảo vệ môi trường sống của loài ốc sên Cape York, loài đỏ và hạc cổ đen. Trên sườn đồi bằng sa thạch phía đông có cảnh quan nổi bật.